# Шаумян, Татьяна Львовна
Татья́на Льво́вна Шаумя́н (род. 11 января 1938) — советский и российский востоковед. Кандидат исторических наук, руководитель Центра индийских исследований Института востоковедения РАН. Область научных интересов: международные отношения в Азии, внешняя политика Индии.

## Биография
Родилась в семье советского учёного и журналиста Льва Степановича Шаумяна — сына известного революционера, одного из 26 бакинских комиссаров Степана Шаумяна. Училась в средней школе № 19 имени В. Г. Белинского. В 1960 году окончила исторический факультет МГУ им. Ломоносова. В том же году поступила на работу в Институт народов Азии АН СССР (ныне — Институт востоковедения РАН). В 1966 году защитила кандидатскую диссертацию по истории.
С 2001 года возглавляет Центр индийских исследований Института востоковедения РАН, где также занимает должность заведующей Сектора современных проблем.
Член редакционной коллегии журнала «Азия и Африка сегодня».

## Основные работы
На русском языке
- В. Я. Белокреницкий, В. Н. Москаленко, А. А. Празаускас, Т. Л. Шаумян. Южная Азия: конфликты и геополитика. — М.: Институт востоковедения РАН, 1999. — 173 с. — ISBN 5892821269.
- Б. В. Белокреницкий, В. Н. Москаленко, Т. Л. Шаумян. Южная Азия в современном политическом мире: Взгляд из Москвы. — Lewiston, NY: Edwin Mellen Press, 2001. — 414 с. — ISBN 0773431772.
- В. Я. Белокреницкий, В. Н. Москаленко, Т. Л. Шаумян. Южная Азия в мировой политике. — М.: Международные отношения, 2003. — 368 с. — 1000 экз. — ISBN 5713311856.
- Т. Л. Шаумян. Индия сегодня: справочно-аналитическое издание. — М.: Институт востоковедения РАН, 2005. — 592 с. — ISBN 5980480072.
- Евгений Белов, О. Святецкая, Татьяна Шаумян. Россия и Тибет. Сборник русских архивных документов, 1900—1914. — М.: Восточная литература, 2005. — 232 с. — 800 экз. — ISBN 5020184403.
- И. В. Зайцев, Г. М Кузнецова, Т. Л. Шаумян. В Индию духа: сборник статей, посвященных 70-летию Ростислава Борисовича Рыбакова. — М.: Восточная литература, 2008. — 541 p. — ISBN 5020363367.
- Б. Н. Кузык, Т. Л. Шаумян. Индия — Россия: Стратегия партнерства в XXI веке. — М.: Институт экономических стратегий, 2009. — 1224 с. — 3000 экз. — ISBN 9785936181580.
- А. И. Куприн, В. П. Кашин, Т. Л. Шаумян. Институты гражданского общества и власть в странах Магриба. — М.: Институт востоковедения РАН, 2011. — 151 с. — ISBN 5892824586.
- Д. В. Нажимова, Т. Л. Шаумян, А. В. Бочковская. Культурные аспекты и правоприменительная практика в области прав человека в Южной Азии. — М.: Изд. дом Высшей школы экономики, 2011. — 42 с. — (Права человека в современном мире). — 150 экз.

На английском языке
- Tatiana Shaumian. Tibet: The Great Game and Tsarist Russia. — New York: Oxford University Press, 2000. — xii, 223 p. — ISBN 0195650565.
- Tatiana Shaumian. Britain and Russia - The Bid to Rule Tibet. — Lewiston, NY: Edwin Mellen Press, 2001. — 348 p. — (Russian Studies in World History and Culture Series). — ISBN 0773433619.